# Bouteille et Verre
Bouteille et Verre est un tableau réalisé par le peintre français Georges Braque autour de 1911. Cette huile sur toile est une nature morte cubiste représentant notamment un verre à pied. Elle est conservée au Fitzwilliam Museum, à Cambridge.